# Google Ads
Google Ads (предишно название Google AdWords) е уеб услуга и онлайн рекламна платформа, която позволява на рекламодателите да създават кратки текстови реклами и дисплейни банери, които да показват на потребителите. Показването на рекламите се базира върху ключови думи в Google и бисквитки, по които се изчислява релевантността на рекламата спрямо извършеното търсене в търсачката или показването на определен сайт. Рекламите се появяват върху официалните сайтове и приложения на Google, както и на сайтове – партньори на Google (чрез Google AdSense). Рекламодателите плащат за реклама, когато потребителите проявят интерес и кликнат върху нея, за да научат повече, а съответно сайтовете партньори на Google получават процент от цената на клика.
През годините Google Ads се усъвършенства и се превръща в основен източник на приходи за компанията. В края на 2015 г. Google отчита актив от 147, 461 милиона долара (с 18,274 повече спрямо предходната 2014 г.)
Google Ads предлага pay-per-click (PPC) реклама, която включва няколко разновидности: цена на клик (cost-per-click (CPC)), цена на придобиване (cost-per-acquisition (CPA)), цена на хиляда импресиии (cost-per-thousand-impressions (CPM)), таргетирано насочване за текстови, дисплейни видео реклами, както и ремаркетинг. Google Adds озволява насочване на рекламите на локално, национално и интернационално ниво.
Централният офис на Google Ads екипите по продажби и поддръжка се намира в Mountain View, Калифорния, САЩ, като другите главни офиси са разположени в Ann Arbor, Michigan. Екипът, който разработва инструмента, се намира в Mountain View, Калифорния, а поддържащи екипи се помещават в офиси в Лос Анджелис и Ню Йорк. Google Ads осигурява на рекламодателите денонощна поддръжка на инструмента и помощ при въпроси, свързани с индивидуални рекламни кампании.

## История
През октомври 2000 г. Google Ads стартира с 350 клиенти. Създателите на AdWords представят изцяло нова форма на рекламиране, която е базирана върху релевантност на рекламата за потребителя и достъпност на рекламодателя до ефективен маркетингов канал. Първият, регистрирал се в платформата, е продавач на омари по пощата и половин час след стартирането на Google AdWords първата текстова реклама е онлайн.
През 2001 г. Google отчита 85 милиона долара приход, но бива задминат от компанията Overture (преименуваната GoTo), която отчита 288 милиона долара приход от реклама, продавайки pay-per-click реклами на принципа на аукциона. През 2002 г. Google подобрява инструмента AdWords, като новата версия бива разработена на принципа pay-per-click аукцион модела на Overture, при който рекламодателите наддават с цената, която са склонни да платят за клик върху рекламата.
През 2003 г. Google представя таргетираното рекламно насочване по сайтове. През 2004 рекламодателите получават възможност да наддават за показване на реклами по различни ключови думи в Щатите и Канада, а през май 2008 г. Google разширява дейността към Великобритания и Ирландия.
През 2005 Google пуска официално програмата Google Advertising Professional (GAP), която позволява на отделни хора и агенции, които преминат през AdWords обучение и изпити да придобиват сертификати. Тъй като AdWords инструментът все повече и повече се усложнява много компании предпочитат да наемат обучени за работа хора и агенции, които да оптимизират рекламните им кампании.
През 2006 г. AdWords легализира рекламната дейност като регистрира марка и получава право да води дела за измама при фалшиви кликове на реклами. През същата година Google печели дело за рекламна измама на стойност 90 милиона долара.
През 2008 г. AdWords въвежда Display URL в рекламата на мястото на оригиналния URL адрес, като по този начин рекламодателите могат да оформят уникален URL адрес, съдържащ таргетираната ключова дума. 2009 г. се запомня с нововъведеното предлагане на локални бизнес реклами в полза на локалния бизнес.
2010 г. Google отчита 28 билиона щатски долара приходи, което прави AdWords водещ рекламен продукт и основен източник на приходи за Google и множество рекламни агенции.
През 2013 г. стартира бета версията на Dynamic Remarketing услугата и Enchanced рекламните кампании. 2014 г. поставя началото на Shopping кампаниите, които позволяват по-лесното рекламиране на продукти.
През 2015 г. над 50% от търсенията по света започват да се извършват през мобилни устройства. AdWords започва да предлага мобилна реклама и реклама за мобилни приложения.
През 2016 г. се очакват мащабни промени в интерфейса на програмата и в цялостния вид на рекламите. Променя се видът на текстовите реклами в търсачката – заглавията ще се удвоят, като рекламодателите ще имат възможност да добавят две послания до 30 знака. Променят се и дисплейните реклами, които ще станат приспособими към различни резолюции на мобилните устройства.

## Ключови думи
Ключовата дума е дума или фраза, с която потребителите извършват търсене в Google. Според релевантността на ключовата дума Google AdWords извършва аукцион и преценява кои реклами да се покажат над резултатите от органичното търсене. Има няколко вида ключови думи – за широко съвпадение, съвпадение по фраза, точно съвпадение и негативни ключови думи.
Рекламодателите се състезават с максималната цена на клик (CPC), която са склонни да дадат при търга на Google за показване на реклами.
Топ 10 на най-скъпите ключови думи в света:
1. Insurance
2. Loans
3. Mortgage
4. Attorney
5. Credit
6. Lawyer
7. Donate
8. Degree
9. Hosting
10. Claim

## Типове Google Ads реклама
Платформата Google Ads предлага няколко различни възможности за създаване и управление на рекламни кампании. Те могат да включват няколко типа реклами – текстови реклами, графични реклами, видеореклами, реклами в приложения и др.

### Текстови реклами
Текстовата реклама (Search Ad) е стандартен тип реклама от Ads. Тя съдържа 1 ред заглавие, 2 реда описание и линк (Display URL), отвеждащ към страница на сайт. Текстовата реклама се показва в резултатите на търсене на Google, както и в мрежата от сайтове на Google. Текстовата реклама в търсачката е разделена от органичните резултати на търсенето и е обозначена е със зелен стикер „Реклама“.
Ads създаде и разширения за текстови реклами, които включват добавяне на информация за допълнителни връзки към уебсайта, физически адрес на магазин или офис, телефонен номер и др. Разширенията позволяват на рекламодателите да включат допълнително релевантна информация за уеб потребителя.

### Графични реклами
Графична реклама (Display Ad) включва изображение. Те могат да бъдат статични или анимирани. Рекламите трябва да отговарят на определени стандарти на Google Ads за графично оформление, уместност и качество, като дисплейните реклами не бива да мигат/пулсират, да имитират съдържание на сайтове, новинарски статии или текстови реклами.

### Видео реклами
Видеореклама TrueView (YouTube Ad) e реклама, която може да бъде създадена в Ads чрез видеоклипове в YouTube. Видеорекламите могат да се показват във видеоклипове на сайта и мобилното приложение на YouTube, както и вградени видеоклипове в други сайтове и приложения. При стартиране на видеореклама зрителите могат да изберат дали да я изгледат докрай или да я спрат след първите 5 секунди. Взаимодействията с видеоклипа включват кликове за посещение на уебсайт, както и кликове върху подканваща фраза или придружаващ видеото банер.

### Реклами в Пазаруване
Реклама в Пазаруване (Shopping Ad) е тип реклама, която представя изображение и подробна информация за продавани продукти. Тези реклами се показват в Google Пазаруване/ Google Shopping, който към момента не наличен за България.

### Функция ремаркетинг
Google Ads предлага функцията ремаркетинг, която позволява на рекламодателите да показват повторно реклами на хора, които вече са посетили сайта. Функцията ремаркетинг е достъпна както при текстовите, така и при дисплейните и видеорекламите. Ако потребител е затворил сайт, без да направи поръчка, или е изоставил продукт в количката, повторното показване на реклама му напомня да се върне отново на сайта и да завърши своята покупка.
Има няколко вида ремаркетинг, които помагат за повишаване ефективността на рекламните кампании.
Стандартен ремаркетинг: Показва реклами на предишни посетители, докато сърфират в уебсайтове от дисплейната мрежа и използват приложения в нея.
Динамичен ремаркетинг: включва в рекламите продуктите или услугите, които хората са разглеждали в уебсайта.
Ремаркетинг за мобилни приложения: Показва реклами на хора, които са използвали мобилното приложение или мобилен уебсайт, докато използват други мобилни приложения или сърфират в други мобилни уебсайтове.
Списъци за ремаркетинг за реклами в мрежата за търсене: Показва реклами на предишни посетители, докато извършват последващи търсения за това, което им е необходимо, с Google, след като напуснат уебсайта.
Ремаркетинг за видеоклипове: Показва реклами на хора, които са взаимодействали с видеоклипове или канал в YouTube, докато използват YouTube и преглеждат видеоклипове, уебсайтове и приложения в дисплейната мрежа.
Ремаркетинг за списъци с имейл адреси: Когато хората от списъка с имейл адреси са влезли в профилите си в Google Търсене, YouTube или Gmail, ремаркетингът им показва реклами.

### Правила за създаване на реклами
От април 2008 насам Google Ads забрани показването на оригиналния (destination) URL адрес в рекламата, като рекламодателите трябва да създадат уникален Display URL адрес, съдържащ ключова дума.
В правилата за създаване на реклами Google забранява вкючването на определени ключови думи в рекламните съобщения. Това включва продажбата на лекарства, оръжие и др., както и включването на чужди брандове в текстово съобщение.
От декември 2010 г. Google Ads намали рестрикциите върху рекламиране на твърд алкохол. Към момента позволява рекламите за твърд алкохол и ликьор. Това правило влиза като допълнение в документацията от декември 2008 г., която забранява рекламите на брандове за твърд алкохол и ликьор.

### Позволени ключови думи
През 2004 г. Google позволява на рекламодателите да пускат реклами като наддават за показване на ключови думи – брандове на техни преки конкуренти. Рекламодателите не могат да включат името на бранда в текстовата реклама, но могат да се състезават по бранда като ключова дума.

### Забранени ключови думи
Google забранява използването на редица ключови думи, които варират според различните държави. Например, ключовите думи, съдържащи думата „алкохол“, са забранени в Тайланд и Турция; залагания и казино – в Полша; услуги по аборт – в Русия и Украйна.
От юни 2007 г. насам Google забрани на рекламодателите да рекламират услуги за писане на дипломни работи и курсови работи.